# Invertase

Beta-D-frutofuranose é uma D-frutofuranose. Tem um papel como metabólito de camundongo

Invertase (nome sistemático: beta-frutofuranosidase) é uma enzima (sacarase). Ela catalisa a hidrólise da sacarose em frutose mais glicose, geralmente na forma de xarope de açúcar invertido.
Para o uso industrial, a invertase é comumente obtida de leveduras. É sintetizada também por abelhas, as quais a utilizam para fazer o mel a partir do néctar.
A invertase é cara, então quando é necessária frutose, pode ser preferível fazê-la a partir da glicose utilizando a glicose isomerase.
1. ↑  Dal Maso, Simone (abril de 2019). «Produção de Frutosiltransferase e β-Frutofuranosidase por Aspergillus niger» (PDF). URI | Erechim. Produção de Frutosiltransferase e β-Frutofuranosidase por Aspergillus niger. Consultado em 19 de novembro de 2023. Cópia arquivada (PDF) em 19 de novembro de 2023 line feed character character in |periódico= at position 70 (ajuda)